# Куселиович, Алексей Яковлевич
Куселиович Алексей Яковлевич (17 марта 1898, Санкт-Петербург — 26 февраля 1973, Новосибирск) — архитектор-художник, выпускник Академии Художеств, диплом № 112.

## Наиболее значительные работы
Планировка жилой зоны Новокузнецка (Сталинска) , 1932-37 гг.; реконструкция площади Чернышевского в Саратове (1937-38гг); работы по планировке и строительству эвакуированных заводов в Новосибирске (1941—1944 гг); планировка города Междуреченска (Томусинска), 1944—1958 гг.; реконструкция городов Кузбасса — Прокопьевска, Ленинска-Кузнецкого, Киселевска и др.

## Биография
Алексей Яковлевич родился 17 марта (по старому стилю) 1898 года в Санкт-Петербурге в театральной семье. Отец — Куселиович Яков Николаевич, итальянско-сербского происхождения, был помощником режиссера Императорского Малого оперного театра, т. н. Михайловского. Его театральный псевдоним — Киселевич. Мать — Александра Константиновна, урождённая Фрэдман — певица. Театральный псевдоним — мадам Сашина. Воспитывался Алексей в интернате для детей актеров. После гимназии поступил в Реальное училище Единоверческого братства имени Цесаревича Алексея, где учился на средства Русского театрального Общества, которое оплачивало стоимость учебы и интерната при училище. Училище было изначально предназначено для подготовки юношей к инженерным специальностям, поэтому основное внимание уделялось техническим дисциплинам, в том числе математике, черчению, а также иностранным языкам. Кроме традиционных языков — греческого, латыни и французского, в училище изучался немецкий язык, который в те годы был языком технической интеллигенции.
После окончания училища, весной 1917 года, Алексей Яковлевич поступил в Горный институт в Петрограде, откуда был призван в армию в 1919-20 гг. Поскольку он был студентом, то первое время служил писарем при штабе 2-й Конной армии на территории Украины, а затем был переведен чертежником в Управление Военных Сообщений Западного фронта в Смоленск. Здесь он в свободное от службы время начал много рисовать.
После демобилизации Алексей Яковлевич вернулся на обучение в Горный институт, но продолжал много рисовать в парках Петрограда. Там его работы увидел однажды известный скульптор Всеволод Всеволодович Лишев и предложил юноше перейти к нему в Академию художеств. Так в 1924 году Алексей Яковлевич перешел с четвертого курса Горного института на второй курс скульптурного факультета Академии Художеств. В те годы Академия Художеств называлась Ленинградский высший художественно-технический институт (ВХУТЕИН), Алексей Яковлевич проучившись два года на скульптурном факультете, перешел на архитектурный факультет, который весьма успешно закончил в 1929 году. Диплом А. Я. Куселиовича «Южный металлургический завод» был опубликован и оставлен в фонде Академии, а дипломант получил звание архитектора-художника, диплом № 112 .
После окончания Академии Художеств (ВХУТЕИН) в Ленинграде А. Я. Куселиович был направлен в проектную организацию, проектировавшую новый город Новокузнецк в Кузбассе на реке Томь. Это были первые годы сталинских пятилеток, в страну привлекали много иностранных специалистов. К проектированию Новокузнецка привлекли известного архитектора Эрнста Мая (Эрнст Май). Для молодого специалиста это была очень хорошая школа. Проектная контора первоначально находилась в Томске, который был самым большим культурным центром в Западной Сибири. Там же А. Я. Куселиович женился на Наталье Дмитриевне Щепелевой, с которой познакомился еще во время своей военной службы в Смоленске.
В 1930 году по мере застройки Новокузнецка (Сталинска) проектная организация была переведена из Томска сначала в Новокузнецк, а в 1932 году снова переведена в бурно развивающийся новый «промышленный гигант», город на пересечении Транссибирской и Туркестаносибирской железнодорожных магистралей — Новосибирск.
В 1934 году А. Я. Куселиович стал одним из первых в Сибири членов созданного в СССР Союза советских архитекторов (ССА). Он неоднократно избирался в Центральное правление Союза архитекторов СССР и в правление Новосибирского отделения Союза архитекторов, принимая самое активное участие в их работе. По направлению Союза Архитекторов Алексей Яковлевич как один из опытнейших архитекторов-планировщиков направлялся на работу в города Саратов и Тула.
С 1939 года А.Я Куселиович жил в Новосибирске, работая в проектных организациях города — «Горстройпроект», «Промстройпроект», «Кузбассгипрошахт», где возглавлял работы по реконструкции и развитию растущих промышленных городов и поселков Западной Сибири. Особое место в его работе занимал Кузбасс, где он начинал свою творческую биографию.
В августе 1941 года, с началом Великой Отечественной войны, Алексей Яковлевич перешел на военную службу в звании капитана и был направлен на строительство и реконструкцию промышленных предприятий, эвакуированных в Новосибирск из западных регионов страны. В 1945 году он был награжден медалью «За доблестный труд в Великой Отечественной войне 1941—1945 гг.»
В послевоенные годы А. Я. Куселиович в течение многих лет занимался проектированием нового города в Кузбассе. Еще в довоенные годы к юго-востоку от Новокузнецка, в районе Горной Шории, у слияния рек Томи и Усы были обнаружены уникальные залежи коксующихся углей, после войны началось их освоение. Кроме того, этот район очень живописен — покрытые дикой тайгой крутые склоны гор, глубокие долины и соседство с уникальным Кузедеевским заповедником реликтового липового массива. Для архитектора строительство нового города на этой территории было жизненной удачей. Этой работой А. Я. Куселиович со своим коллективом занимался практически до конца жизни. Город в процессе проектирования назывался Томусинском, теперь он называется Междуреченск.
В сентябре 1957 года за заслуги в проектировании и реконструкции городов Сибири Алексей Яковлевич был избран действительным членом Западно-Сибирского филиала Академии Строительства и Архитектуры по сектору «Планировка и застройка населенных мест»
Алексей Яковлевич Куселиович скончался 26 февраля 1973 года, похоронен на Заельцовском кладбище Новосибирска.